# Mahmud Hasan
Ali Mahmud Hasan, Ali Mahmoud Hassan (arab. علي محمود حسن, ur. 15 grudnia 1919 w Kairze, zm. 10 września 1998) – egipski zapaśnik. Srebrny medalista olimpijski z Londynu.
Zawody w 1948 były jego pierwszymi igrzyskami olimpijskimi, brał również udział w igrzyskach w 1952. Walczył w stylu klasycznym, zdobywając srebro w wadze koguciej, poniżej 57 kilogramów. W finale pokonał go Szwed Kurt Pettersén. W 1947 zwyciężył na mistrzostwach Europy.